# Toyota GT 86
Toyota GT86 er en sports coupé fremstillet af Toyota Motor I samarbejde med Subaru siden 2011. Bilen er identisk med Subaru BRZ og sælges i USA under Scion-mærket.
GR86 er den anden model, der produceres sammen med den japanske producent Subaru. I 2012 lancerede Toyota og Subaru BRZ samtidigt GT86 og BRZ på deres marked, udviklet på samme platform og produceret på Gunma-fabrikken i Japan. Bogstaverne "GR" betegner Gazoo Racing, brandets sportsafdeling.
Toyota GR86 præsenteres den 5. april 2021.
| Stub | Spire Denne bilrelaterede artikel er en spire som bør udbygges. Du er velkommen til at hjælpe Wikipedia ved at udvide den. |